# L. Rafael Reif
Leo Rafael Reif (sinh ngày 21 tháng 8 năm 1950) là một kỹ sư, nhà văn và nhà quản lý khoa học người Mỹ gốc Venezuela. Ông là chủ tịch Viện Công nghệ Massachusetts, kế nhiệm Susan Hockfield vào ngày 2 tháng 7 năm 2012. Reif trước đây từng là tư cách của Viện, là người đứng đầu Khoa Điện và Khoa học Máy tính của MIT và là giám đốc Phòng thí nghiệm Công nghệ Microsystems của MIT.

## Tiểu sử
Leo Rafael Reif sinh ra ở Maracaibo, Venezuela, cha mẹ người Do Thái Czech, di cư đến Venezuela vào những năm 1930 qua Ecuador và Colombia. Cha của ông là một nhiếp ảnh gia, và gia đình nói tiếng Do Thái và tiếng Tây Ban Nha ở nhà.

### Học vấn
Reif nhận bằng cử nhân về kỹ thuật điện từ Universidad de Carabobo, Valencia, Venezuela năm 1973. Sau đó, ông làm phó giáo sư tại Universidad Simón Bolívar ở Caracas trong một năm. Ông đã sang Hoa Kỳ để lấy bằng tiến sĩ, lấy bằng tiến sĩ về kỹ thuật điện của trường Đại học Stanford năm 1979. Ông đã dành một năm làm trợ lý giáo sư tại Khoa Kỹ thuật điện tại Stanford.

### Nghiên cứu, giảng dạy và điều hành
Reif đã tham gia giảng dạy tại MIT vào tháng 1 năm 1980 với cương vị trợ lý giáo sư về kỹ thuật điện. Ông được bổ nhiệm làm phó giáo sư năm 1983, đảm nhiệm nhiệm kỳ năm 1985, và trở thành giáo sư chính năm 1988. Năm 2004, ông được bổ nhiệm làm Giáo sư công nghệ mới nổi Fariborz Maseeh. Năm 2012, Reif được bầu làm chủ tịch của MIT.
Trước khi được bổ nhiệm làm Provost năm 2005, nghiên cứu của ông tập trung vào công nghệ mạch tích hợp ba chiều và chế tạo vi điện tử thân thiện với môi trường.
Reif là giám đốc phòng thí nghiệm công nghệ Microsystems của MIT, sau đó là phó khoa trưởng của Khoa Kỹ thuật điện và Khoa học Máy tính (EECS), bộ phận nghiên cứu lớn nhất của MIT, và sau đó làm giám đốc của EECS năm 2004-2005.
Tiến sĩ Reif là nhà phát minh hoặc đồng sáng chế về 13 bằng sáng chế, đã biên tập hoặc đồng biên tập năm quyển sách và đã giám sát 38 luận văn tiến sĩ.
Reif được đặt tên là đồng chủ tịch của Ban Chỉ đạo Đối tác Sản xuất Tiên tiến 2.0, một phần của nỗ lực tiếp tục duy trì sự lãnh đạo của Hoa Kỳ trong các công nghệ mới nổi, tạo ra việc làm chất lượng cao và tăng cường khả năng cạnh tranh toàn cầu của Hoa Kỳ vào ngày 26 tháng 9 năm 2013.

### Danh hiệu và giải thưởng
Reif là một thành viên của Viện Kỹ sư Điện và Điện tử, một thành viên của Viện Hàn lâm Khoa học và Nghệ thuật Hoa Kỳ [7] và là thành viên của Tau Beta Pi và Hiệp hội Điện hóa học. Tổng công ty Nghiên cứu Bán dẫn (SRC) trao tặng giải thưởng Aristotle năm 2000 cho "cam kết của ông về kinh nghiệm giáo dục của sinh viên SRC và những tác động sâu sắc và liên tục mà ông đã có trong sự nghiệp chuyên nghiệp của mình." Đối với công việc của ông trong việc phát triển MITx, sáng kiến của MIT trong việc phát triển Các khóa học đại học trực tuyến miễn phí dành cho người học ở bất cứ nơi nào có kết nối Internet, được đưa ra vào tháng 12 năm 2011, ông đã nhận được giải thưởng Tribeca Againning Innovation 2012. Tháng 10 năm 2015, Quỹ Học bổng Quốc gia Woodrow Wilson đã vinh danh ông Frank E. Taplin, Jr. Public Intellectual Award [8]. Vào năm 2015, đã được công nhận là một trong 20 chuyên gia hàng đầu có uy tín nhất, sáng tạo và có năng khiếu nhất của Tây Ban Nha làm việc trong ngành Công nghệ Hoa Kỳ tại by @CNET @CNET-ES @CBS Interactive..

### Liên kết doanh nghiệp
Từ năm 2007, Reif đã phục vụ trong Hội đồng Quản trị của Schlumberger, [10], nơi ông thuộc Ủy ban Đề cử và Quản trị và Ủy ban Khoa học và Công nghệ [11] Với một khoản bồi thường hàng năm khoảng $ 228.000. [12]
Tháng 3 năm 2015, Reif được bầu vào Hội đồng Quản trị của Alcoa. [13]

## Cuộc sống cá nhân
Reif và vợ, Christine (Chomiuk), sống ở Newton, Massachusetts trước khi được bổ nhiệm làm tổng thống thứ 17 của MIT và bảy tháng đầu; Ông hiện đang sống tại dinh thự Tổng thống của MIT, Gray House. Họ có con gái, Jessica, và con trai, Blake. Jessica là con gái của bác sĩ Reif từ cuộc hôn nhân đầu tiên của mình.